# Cosmoscarta mandaru
Cosmoscarta mandaru är en insektsart som beskrevs av William Lucas Distant 1900. Cosmoscarta mandaru ingår i släktet Cosmoscarta och familjen spottstritar. Inga underarter finns listade i Catalogue of Life.